# فالان
فالان (انگلیسی: Falan) نام شهری در کشور کلمبیا است.